# Bédar
Bédar – gmina w Hiszpanii, w prowincji Almería, w Andaluzji, o powierzchni 46,72 km². W 2011 roku gmina liczyła 1083 mieszkańców.